# Sangala rubrimacula
Sangala rubrimacula är en fjärilsart som beskrevs av Druce 1907. Sangala rubrimacula ingår i släktet Sangala och familjen mätare. Inga underarter finns listade.